# Visions (álbum de Haken)
| Críticas profissionais | Críticas profissionais |
| Avaliações da crítica  | Avaliações da crítica  |
| Fonte                  | Avaliação              |
| ---------------------- | ---------------------- |
| Sea of Tranquility     | [ 1 ]                  |
| ProgSnobs              | positivo               |

Visions é o segundo álbum da banda inglesa de metal progressivo Haken, lançado em 2011. O álbum foi lançado inicialmente para o público do festival ProgPower USA em 17 de setembro de 2011, com um lançamento oficial marcado para 24 de outubro de 2011.
Diferentemente de Aquarius, que foi escrito principalmente no piano pelo guitarrista/tecladista Richard Henshall, Visions foi escrito principalmente na guitarra. Como o álbum de estreia, os membros gravaram suas partes em casa e então compartilharam os arquivos entre si. O álbum tem um quarteto de cordas e um trompista misturados com sessões de cordas e de metais sintéticos.
Trata-se de um álbum conceitual como seu antecessor, contando a história de "um jovem garoto que vê sua própria morte em seus sonhos e acredita que ela vai acontecer e passa o resto de sua vida tentando evitá-la." A longa faixa de encerramento "Visions" é o final da história mas faz com que ela feche um círculo com o começo. A faixa foi escrita pelo vocalista Ross Jennings baseada numa premonição de sua própria morte e foi a primeira faixa a ser escrita, sendo que o resto do álbum foi feito em volta dela.

## Recepção
A recepção do álbum tem sido positiva. Os resenhistas do site Sea of Tranquility o descreveram como "um exemplo impressionantemente brilhante de metal progressivo" e "provavelmente a obra prima progressiva final de 2011".

## Faixas
Todas as letras escritas por Ross Jennings, todas as músicas compostas por Richard Henshall, exceto onde especificado.
| N.º | Título                                                           | Duração |  |
| 1.  | "Premonition" (Richard Henshall, Diego Tejeida & Thomas MacLean) | 4:10    |  |
| 2.  | "Nocturnal Conspiracy"                                           | 13:08   |  |
| 3.  | "Insomnia" (Haken)                                               | 6:06    |  |
| 4.  | "The Mind's Eye"                                                 | 4:05    |  |
| 5.  | "Portals"                                                        | 5:27    |  |
| 6.  | "Shapeshifter"                                                   | 8:08    |  |
| 7.  | "Deathless"                                                      | 8:04    |  |
| 8.  | "Visions"                                                        | 22:25   |  |

## Músicos
- Ross Jennings - vocais
- Richard "Hen" Henshall - Guitarra e teclados
- Charlie Griffiths - Guitarra
- Thomas MacLean - baixo
- Ray Hearne - Bateria, Tuba, Djembe
- Diego Tejeida - Teclados